# Pierre Favre
Pierre Favre, Petrus Faber eller Pierre Lefevre, född 13 april 1506 i Villaret, Savojen, död 1 augusti 1546 i Rom, var en fransk jesuit, teolog och medgrundare av jesuitorden. Han saligförklarades av Katolska kyrkan 1872 och helgonförklarades 2013.
Pierre Favre studerade teologi i Paris och hade Frans Xavier som rumskamrat; de båda avlade examen samma dag. Han blev där även bekant med Ignatius av Loyola och de utbytte kunskaper: Ignatius undervisade honom i andliga frågor och han undervisade Ignatius om Aristoteles. Samtida med dessa vid universitetet i Paris var för övrigt Jean Calvin. 1534 avlade Favre tillsammans med Ignatius och fyra andra löftet i klostret på Montmartre och han prästvigdes samma år. 
1541 sändes han till Regensburg, medverkade till stiftandet av jesuitkollegiet i Köln 1544, skickades samma år till Spanien och Portugal och verkade där för ordens utbredning särskilt vid universiteten. Påve Paulus III utsåg honom till en av de teologer som skulle närvara vid tridentinska mötet, men under resan insjuknade han och tvingades stanna i Rom, dit han anlände 17 juli 1546. Den 1 augusti dog han där i Ignatius armar.
Michel de Certeau avhandlade Favre vid sin disputation och har därtill skrivit flera verk om hans teologi och betydelse för jesuitorden.